# おきな昆布
株式会社おきな昆布（おきなこんぶ）は大阪府大阪市中央区に本社を置く昆布の加工・販売会社である。
創業は慶応2年（1866年）の老舗昆布舗。宮内庁御用達、農林水産大臣賞、大阪府知事賞など数々の栄誉を受けている。

## 歴史

### 年表
- 1866年（慶応2年） - 初代、栗山善兵衛が塩町通りに店舗を開いた。幕末に出版されたグルメガイド「花の下影」にも紹介された[2]
- 明治30年代 - 大阪市西区新町通り2丁目にて分店を持つ
- 大正年間 - 塩町分店を廃業以後新町分店を本店とし、主に百貨店各店と取引をし平和博など各種博覧会にも出品する
- 1941年（昭和16年） - 元の新町に戻りこれを分店とする
- 1945年（昭和20年） - 戦後塩町の分店（現在の心斎橋北詰、末吉橋通4丁目）を本店に改める
- 1956年（昭和31年）2月 - 塩吹き昆布『えぞふき』で 水産庁長官賞を受賞
- 1957年（昭和32年）2月 - 第6回近畿水産加工たべもの展において農林大臣賞を受賞
- 1958年（昭和33年）2月 - 『白雪とろろ』で大阪府知事賞を受賞
- 1959年（昭和34年）2月 - 『淀の花』で大阪府知事賞を受賞
- 1971年（昭和46年）2月 - とろろ昆布『白雪とろろ』で水産庁長官賞を受賞
- 1973年（昭和48年）2月 - 塩ふき昆布『えぞふき』で水産庁長官賞を受賞
- 1974年（昭和49年）2月 - 塩ふき昆布『えぞふき』で再度、農林大臣賞を受賞
- 1977年（昭和52年）3月 - かつを昆布『ふく女』で大阪府知事賞を受賞
- 1979年（昭和54年）3月 - 『天下一椎茸昆布』で大阪府知事賞を受賞
- 1981年（昭和56年）3月 - 『松茸昆布』で水産庁長官賞を受賞
- 1982年（昭和57年）3月 - 『松茸昆布』で大阪府知事賞を受賞
- 1983年（昭和58年）3月 - かつを昆布『松月』で大阪府知事賞を受賞
- 2010年（平成22年）3月 - 『お茶漬まつば』で大阪府知事賞を受賞
- 2010年（平成22年）3月 - 『えぞ冨貴』『白とろろ』が大阪産(もん)に認定
- 2011年（平成23年）3月 - 『山椒昆布』で大阪府知事賞を受賞
- 2015年（平成27年）3月 - 『熟成蔵出し 百翁』で大阪府知事賞を受賞
- 2019年（平成31年）3月 - 『プレミアムお茶漬まつば』で農林水産大臣賞を受賞

## 店舗
心斎橋 本店
大阪府大阪市中央区南船場3丁目12番4号（心斎橋北詰）
支店
新大阪駅店、阪急百貨店（うめだ本店・高槻阪急店）、西武百貨店（西武池袋本店）、LINOAS八尾店、西神中央ショッピングセンター店、
阪急百貨店の「日本の味」売場（千里阪急店・川西阪急店・宝塚阪急店・西宮阪急店・神戸阪急店）、阪急オアシス（各店）、
新大阪駅・大阪駅のお土産売店、大阪国際空港 「旅・SORA」（北ターミナルビル2階出発ゲート内）など。